# بكر بن وائل
بكر بن وائل هي من أشهر قبائل ربيعة على الإطلاق في العصر الجاهلي وصدر الإسلام وفي عصور الخلافة الأموية والعباسية، وتعد من أكبر القبائل العربية عدداً وعدة. وهم أبناء عمومة تغلب وأحد طرفي حرب البسوس، نقلَ الهمداني في كتابه صفة جزيرة العرب "وديار بكر بن وائل من اليمامة إلى البحرين إلى سيف كاظمة إلى البحر فأطراف سواد العراق فالأبلة فهيت"، وقد خرج معظمها إلى بلاد العراق، ذكر محمد ابن اسحاق، إجلاء بكر وتغلب من تهامة أن قحطان قصدت لها فأجلتها إلى العراق وسكنت مكانها حكم ابن سعد العشيرة ابن مذحج ولها في ذلك أشعار وروايات.، وبلغت في نجعتها إلى ديار بكر (في جنوب تركيا حالياً)، وبعد الإسلام دخل الكثير من رجال قبيلة بكر مع الجيوش الإسلامية واشتركت في الفتوحات ومنهم قادة عظام كما برز منهم علماء وهي واحدة من جماجم العرب الكبرى.

## النسب
هم بنو بكر بن وائل بن قاسط بن هنب بن أفصى بن دعمي بن جديلة ابن أسد بن ربيعة بن نزار بن معد بن عدنان

## قبائل بكر بن وائل

جدول بطون بنو بكر المُهمّة وبعض أبطال حرب البسوس

ينحدر من بكر بن وائل عدة قبائل أهمها:

### بنو شيبان
هم بنو شيبان بن ثعلبة بن عكابة بن صعب بن علي بن بكر بن وائل انتقلت قبيلة شيبان من منازل بكر بن وائل في الجزيرة العربية إلى العراق إثر حروبهم الطاحنة، واستقروا في العراق كغيرهم من قبائل ربيعة فنزلوا في منطقة ديار بكر. كانوا على النصرانية والوثنية. وكان منهم إمام المذهب الحنبلي أحمد بن حنبل ومرة بن ذهل أبو همام بن مرة وجساس بن مرة، والمثنى بن حارثة الشيباني.
وبسبب بني شيبان قامت معركة ذي قار المعروفة تاريخيا بين الفرس والعرب، وكانت معركة ذى قار تحت قيادة هانئ بن مسعود الشيباني 
تنتشر قبيلة بنو شيبان في كافة مناطق جنوب العراق في العصر الحالي ويبلغ عددهم 100 الف نسمة.

### بنو عجل
هم بنو عجل ابن لجيم بن صعب بن علي بن بكر بن وائل، شاركت في معركة ذي قار والذي انتصر فيه العرب على الفرس قبيل ظهور الإسلام.
وتنتشر قبائل بنو عجل وحنيفه في محافظة ذي قار في العصر الحالي ويبلغ تعداد نفوسهم 20 الف نسمة.

### بنو حنيفة
هم بنو حنيفة بن لجيم بن صعب بن علي بن بكر بن وائل بن قاسط بن هنب بن أفصى بن دعمي بن جديلة بن أسد بن ربيعة بن نزار بن معد بن عدنان.
تنتشر عشيرة بنو حنيفة في محافظة ذي قار في سوق الشيوخ وقد تحالفت مع قبيلة بنوعجل البكرية واصبحوا قبيلة واحدة تحت مسمى «بنو عجل وحنيفة».
ومن الجدير بالذكر انه تاريخيا كان يوجد قبيلة أخرى تسمى بنو حنيفة في اقليم اليمامة وقد ذكرها ياقوت الحموي ولا وجود لها بالعصر الحالي كقبيلة وينتمي لها مسيلمة الكذاب وقد قتل منهم 21 الف رجل في معركة اليمامة بحروب الردة.

### بنو ذهل
هم بنو ذهل بن ثعلبة بن عكابة بن صعب بن علي بن بكر بن وائل.

### بنو قيس بن ثعلبة
منهم ضبيعة قبيلة سكنت اقليم اليمامة وتحديدا في بلدة الضبيعة والتي سميت باسم القبيلة وهي الآن إحدى مدن الخرج ومن القبيلة كان الشاعر والفارس الحارث بن عباد بن ضبيعة أحد فرسان حرب البسوس وبكر، ومنهم الشاعر الأعشى شاعر جاهلى من اعظم شعرائها ويعتبر صناجة العرب.

### بنو تيم اللات بن ثعلبة
ويقال لهم اللهازم.